# Vytautas Račkauskas
Vytautas Račkauskas (* 24. Juni 1961 in Nowokusnezk, Sowjetunion) ist ein litauischer Politiker.

## Leben
Nach der Mittelschule Elektrėnai schloss er 1983 das Studium des Elektroingenieurwesens am Kauno politechnikos institutas ab. Von 1983 bis 2000 war er Ingenieur im Kernkraftwerk Ignalina. Von 2000 bis 2011 war er Bürgermeister von Visaginas.
Ab 1996 war er Mitglied von Lietuvos liberalų sąjunga, ab 2003 von Liberalų ir centro sąjunga und ab 2007 von Lietuvos Respublikos liberalų sąjūdis.

## Quelle
- Kandidaten-Webseite

| Personendaten    | Personendaten            |
| ---------------- | ------------------------ |
| NAME             | Račkauskas, Vytautas     |
| KURZBESCHREIBUNG | litauischer Politiker    |
| GEBURTSDATUM     | 24. Juni 1961            |
| GEBURTSORT       | Nowokusnezk, Sowjetunion |